# Amonariusz
Amonariusz – imię męskie pochodzenia greckiego. Oznacza: „pochodzący od, należący do Amoniusza”.
łac. Amonarius, hiszp. Amonario
Żeńska wersja imienia: Amonaria.